# Karl Pilkington
Karl Pilkington (Sale, 23 september 1972) is een Britse podcaster, auteur en voormalig radioproducent. Hij is geassocieerd met Ricky Gervais en Stephen Merchant.

## Biografie
Pilkington werd geboren in Sale, nabij Manchester en woont in Londen.

### The Ricky Gervais Show
Pilkington is het meest bekend voor het produceren en co-presenteren van The Ricky Gervais Show op Xfm London in de periode tussen 2001 en 2005, voor de daaropvolgende podcasts van The Ricky Gervais Show en de daarvan geadapteerde tekenfilmversie op het kanaal HBO.
Pilkington was oorspronkelijk alleen de producent van The Ricky Gervais Show, maar werd langzamerhand steeds vaker persoonlijk bij de uitzendingen betrokken vanwege zijn droge uitspraken en opmerkelijke wereldvisie. Uiteindelijk werd hij het centrale figuur van de uitzendingen, waarin zijn bizarre anekdotes en theorieën vaak worden uitgelachen door Gervais en Merchant. Een running gag is dat er vaak met de vorm van zijn hoofd gespot wordt, dat Gervais graag vergelijkt met een sinaasappel. Via het succes van The Ricky Gervais Show is hij onbedoeld uitgegroeid tot een cultfiguur.

### Reisdocumentaires
Daarna stond hij centraal in de reisdocumentaire van Sky1, An Idiot Abroad, die in België en Nederland werd uitgezonden op Discovery Channel. Een nieuwe reisdocumentaire genaamd The Moaning of Life, zonder Gervais en Merchant, werd uitgezonden in 2013.

## Acteur
Datzelfde jaar speelde hij zijn eerste acteerrol als Dougie in Gervais' televisieserie Derek, maar hij werd in de eerste aflevering van het tweede seizoen op eigen verzoek uit de serie geschreven.
- Biblioteca Nacional de España: XX6153442
- Gemeinsame Normdatei: 105798504X
- International Standard Name Identifier: 0000 0000 4819 6541
- Library of Congress Control Number: no2007003024
- MusicBrainz: 25c170b4-8785-42cc-b6ff-96873442407e
- Nationale Bibliotheek van Polen: a0000002602101
- Nederlandse Thesaurus van Auteursnamen: 339591870
- Réseau des bibliothèques de Suisse occidentale: 02-A026121742
- Système universitaire de documentation: 158512391
- Virtual International Authority File: 14539441
- WorldCat: E39PBJqbm3D8vrw7qVyy67dJDq